# Lécousse
Lécousse en francés y oficialmente (Eskuz en bretón) es una localidad y comuna francesa en la región administrativa de Bretaña, en el departamento de Ille y Vilaine y distrito de Fougères.

## Demografía

Evolución demográfica.